# Naturvårdsverket
L'Agence pour la protection de l'environnement, Naturvårdsverket, est l'agence publique de protection environnementale de Suède. Fondée en 1967. Elle administre par exemple les parcs nationaux de Suède.
Les travaux de l'Agence visent à promouvoir un développement durable fondé sur la dimension écologique. Les objectifs de qualité environnementale fixés par le Parlement suédois et les stratégies pour atteindre ces objectifs doivent guider le travail de l'Agence.
Depuis le 1er octobre 2022, l'Agence est une autorité d'intervention d'urgence et fait partie du secteur d'intervention d'urgence pour l'approvisionnement en denrées alimentaires et en eau potable.

## Activités
L'Agence suédoise pour la protection de l'environnement a été créée en 1967 sous le nom de Statens naturvårdsverk, et a pris son nom actuel en 1999. L'agence fait partie du ministère du climat et des affaires économiques et ses principales missions sont les suivantes :
- fournir des conseils aux autres autorités centrales, régionales et locales sur les questions environnementales et réglementaires ;
- poursuivre les affaires et les questions devant les tribunaux et surveiller l'évolution du code de l'environnement ;
- proposer des modifications de la législation et d'autres instruments de politique environnementale ;
- surveiller l'état de l'environnement et en rendre compte ;
- lancer des recherches et fournir des connaissances ;
- allouer des fonds pour la gestion des zones protégées, le programme d'investissement climatique des municipalités et l'assainissement et la restauration des terrains contaminés ;
- protéger les terres ;
- être responsable des questions relatives à la chasse et au gibier ;
- être responsable des questions relatives aux déchets.

L'Agence compte au total 750 employés et est dirigée par un directeur général nommé par le gouvernement. Elle a des bureaux à Stockholm et à Östersund.

## Bibliothèque
L'Agence pour la protection de l'environnement dispose d'une bibliothèque d'informations environnementales suédoises et internationales, qui n'est pas ouverte au public.

## Directeurs généraux
- 1967–1991: Valfrid Paulsson (sv)
- 1991–1999: Rolf Annerberg (sv)
- 1999–2008: Lars-Erik Liljelund (sv)
- 2008–2009: Eva Smith (par intérim)
- 2009–2015: Maria Ågren (sv)
- 2015–2015: Eva Thörnelöf (suppléante)
- 2015– : Björn Risinger (sv)